# Печера В. Соколова
Печера В. Соколова (рос. В. Соколова) — карстова печера в Самаркандській області Узбекистану, на плато Кирктау, східних відрогах Зеравшанського хребта, гірської системи Паміро-Алай. Печера вертикального типу простягання. Загальна протяжність — невідома. Глибина печери становить 83 м. Категорія складності проходження ходів печери — 2А.